# Championnats d'Europe de beach-volley 2016
Navigation
Édition précédente Édition suivante
Les championnats d'Europe de beach-volley 2016, vingt-quatrième édition des championnats d'Europe de beach-volley, ont lieu du 1er au 5 juin 2016 à Bienne, en Suisse.